# Alfredo Castro
Alfredo Arturo Castro Gómez (Santiago, 19 de desembre de 1955) és un actor i director de teatre xilè. És un dels artistes més prestigiosos per la crítica del seu país, reconegut pel seu alt nivell de rigorositat en encarnar múltiples personalitats en la transfiguració dels seus papers. Pertany al selecte grup d'actors considerats «camaleons artístics» de la indústria xilena, entre ells Claudia Di Girolamo i José Soza.
Va començar la seva carrera en el Teatre Universitat de Xile i al Teatro Itinerante abans d'actuar en rols en televisió com a De cara al mañana i La Represa creixen a principis dels anys 1980. Va fer el seu debut fílmic en el drama Fuga en 2006 i, va rebre elogis de la crítica per la seva actuació a Tony Manero, en 2008. Va obtenir reconeixement pels seus treballs posteriors en papers com a Post mortem (2010) i No (2012), així com en papers principalsa Desde allá (2015) i El Club (2016), abans d'aconseguir el reconeixement mundial al Festival de Cinema de Venècia en 2019.

## Primers anys

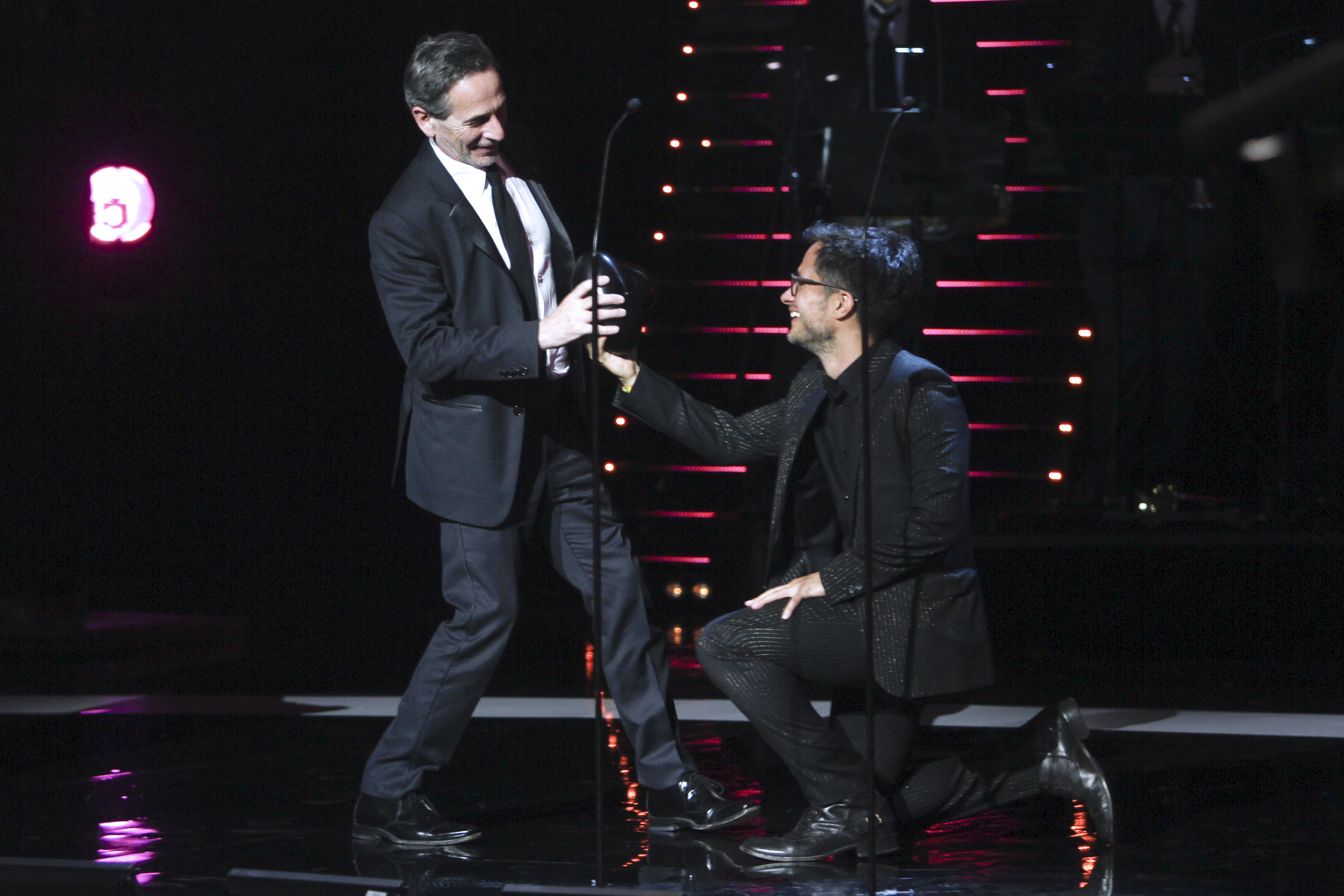
Alfredo Castro rep el Premi Fènix 2015 al millor actor per El club, lliurat per Gael García Bernal. Mèxic, 25 de novembre de 2015.

Va créixer en una família de cinc germans; la seva mare va morir de càncer quan ell tenia 10 anys. Va estudiar en els col·legis Saint Gabriel, Kent School i Liceu 11 de Las Condes, a Santiago.
Acabada la secundària, va ingressar en el Departament de Teatre de la Facultat d'Arts de la Universitat de Xile, on el 1977 es va llicenciar en actuació. Aquest mateix any va rebre el Premi APES de la Associació de Periodistes d'Espectacles. Aquest mateix any va debutar en Equus, amb bona crítica per part de la premsa especialitzada. La seva actuació va produir un cert renou llavors, ja que va aparèixer nu en aquesta obra del britànic Peter Shaffer.

## Carrera professional
Entre 1978 i 1981 va treballar en la companyia Teatro Itinerante, de la que en va ser un dels seus fundadors. El 1982 participa en la producció per Televisión Nacional de Chile De cara al mañana. Viatja a Londres el 1983, becat pel British Council per perfeccionar-se en The London Academy of Music and Dramatic Arts.
El 1989 va rebre una beca del Govern de França per perfeccionar-se en la direcció de teatre en París, Estrasburg i Lió. Va tornar el mateix any i va fundar la companyia de teatre La Memoria. En 2013 va anunciar el tancament, per falta de fons, d'aquest teatre que funcionava en Bellavista 503. Abans havia notificat que havia d'acabar també amb el seu centre de recerca que donava seminaris de dramatúrgia, direcció, actuació i escriptura.
Va treballar com a docent i subdirector de l'Acadèmia de Teatre de Fernando González.
Per al teatre de la Universitat Catòlica, va posar en escena les obres Theo y Vicente segados por el sol (adaptació de Nous, Theo et Vincent Van Gogh, de Jean Menaud; 1990) I El reI Lear, amb traducció de Nicanor Parra; i en el de la Xile, La catedral de la luz (1995), de Pablo Álvarez I Casa de luna (1997) de Juan Claudio Burgos Droguett, obra inspirada en la novel·La El lugar sin límites, de José Donoso.
Va ser president de l'Associació Gremial de Directors de Xile (1997-2000) i director artístic de la Mostra de Dramatúrgia organitzada per la Secretaria General de Govern (1999-2000). Durant aquesta mateixa temporada, va posar en escena Hechos consumados de Juan Radrigán i Patas de perro, basada en la novel·la homònima de Carlos Droguett.
Es va incorporar a Televisión Nacional de Chile el 1998, va col·laborar estretament amb el director Vicente Sabatini, amb diverses actuacions en la Època d'or de les teleseries, aconseguint gran popularitat amb els seus papers a La fiera, Romané, Pampa Ilusión, El circo de las Montini, Los Pincheira, entre d'altres.
El 2001 va dirigir Las sirvientas (també traduïda com Las criadas, de Jean Genet) i va protagonitzar Eva Perón, de Copi, obra que va marcar el seu retorn als escenaris com a actor.
En 2004 va dirigir a Claudia Di Girolamo en l'obra de teatre Psicosis 4:48, de Sarah Kane. A l'any següent, per l'obra va obtenir un premi Altazor al millor director teatral i Di Girolamo va obtenir una nominació a la millor actriu de teatre.
El 2006, Castro és nomenat per Chile elige com el tercer millor actor xilè de tots els temps.
En 2012 va decidir retirar-se de les telenovel·les amb les quals es va fer conegut popularment i a les quals va dedicar gran part de la seva vida, sent l'última La Doña.
En 2014, Alfredo Castro va dirigir la famosa obra del dramaturg estatunidenc Tennessee Williams Un tranvia llamado Deseo, amb un elenc encapçalat per Amparo Noguera, Marcelo Alonso, Luis Gnecco i Paloma Moreno.
En 2017 va rebre la Medalla d'Honor per la Cambra de Diputats de Xile.
EEn 2019 Castro va rebre el Premi Starlight International Cinema Award del Festival Internacional de Cinema de Venècia per la seva trajectòria artística.
Al març de 2020 va ser triat com el millor actor de teatre de la dècada de 2010 per El Mercurio.

## Tècnica i anàlisi
És un dels intèrprets i directors de les arts escèniques xilenes més prestigiós per la crítica, reconegut pel seu alt nivell de rigorositat i complexitat en crear i encarnar múltiples personalitats als seus personatges, que van des del dialecte fins a la caracterització.
Sobre la seva faceta de director, Memòria Xilena diu que «es tendeix a descriure» el seu teatre «com una posada en escena carregada d'hermetisme i de metàfores, entenent posada en escena com l'articulació de diferents elements que participen en l'execució d'una obra teatral, com el text, la imatge, la gestualitat i l'estil de l'actuació. El mateix Castre és conscient que el seu teatre no és per a un públic massiu: “Jo sé que no faig teatre per la massa, perquè assisteixin dues mil persones, que no faig històries amb presentació, clímax, nus, desenllaç. Jo no sóc un director aristotèlic, això ho tinc claríssim des que vaig néixer”». Però «a finals de la dècada dels noranta, Castro va donar un gir a la seva manera d'encarar el teatre [...]; va començar a reconciliar-se amb un teatre de tint més realista [...]; abordant els temes que sempre el van preocupar, però sacsejant-se el registre en excés metafòric per centrar-se més en les interpretacions».
Alfredo Castro va declarar que: «El meravellós de la transfiguració d'un actor és perdre una sexualitat definida”. En l'espai de la creació, diu «a mi, com a director i actor, sempre m'ha interessat més el lloc femení o més ambigu de la sexualitat que una sexualitat acabada. Jo crec que per a l'art qualsevol encasellament que existeixi és un parany mortal. Llavors crec haver estat capaç d'haver estimat o haver-me vist representat en el cos de Claudia Di Girolamo, d'Amparo Noguera, o de Paulina Urrutia, sense necessàriament ser trans. Per estar a aquest costat jo amorosament puc comprendre i apreciar aquest lloc femení més profund».

## Vida personal
Es va separar en 2008 de l'actriu i dissenyadora teatral Taira Court, amb qui té una filla, Agatha.

## Filmografia

### Cinema
| Pel·lícules            |      |                         |                       |
| Pel·lícula             | Any  | Personatge              | Director              |
| La chica del crillón   | 1999 | Gastón                  | Alberto Daiber        |
| Fuga                   | 2006 | Claudio Leal            | Pablo Larraín         |
| Casa de remolienda     | 2007 | Renato                  | Joaquín Eyzaguirre    |
| La buena vida          | 2008 | Jorge                   | Andrés Wood           |
| Secretos               | 2008 | Gurú                    | Valeria Sarmiento     |
| Tony Manero            | 2008 | Raúl Peralta            | Pablo Larraín         |
| Post Mortem            | 2010 | Mario Cornejo           | Pablo Larraín         |
| No                     | 2012 | Luis Guzmán             | Pablo Larraín         |
| È stato il figlio      | 2012 | Busu                    | Daniele Cipri         |
| Il mondo fino in fondo | 2013 | Lucho, el taxista       | Alessandro Lunardelli |
| Carne de perro         | 2013 | Pastor Evangélico       | Fernando Guzzoni      |
| Las niñas Quispe       | 2013 | Fernando                | Sebastián Sepúlveda   |
| Ventana                | 2014 | .                       | Rodrigo Susarte       |
| Aurora                 | 2014 | Santiago                | Rodrigo Sepúlveda     |
| Severina               | 2017 | Otón                    | Felipe Hirsch         |
| Desde allá             | 2015 | Armando                 | Lorenzo Vigas         |
| El Club                | 2015 | Padre Vidal             | Pablo Larraín         |
| Neruda                 | 2016 | Gabriel González Videla | Pablo Larraín         |
| La cordillera          | 2017 | Desiderio García        | Santiago Mitre        |
| Los perros             | 2017 | Juan, l'excoronel       | Marcela Said          |
| Museo                  | 2018 | Dr. Núñez               | Alonso Ruizpalacios   |
| Rojo                   | 2018 | Detective Sinclair      | Benjamín Naishtat     |
| Perro Bomba            | 2019 | El Jefe                 | Juan Cáceres          |
| Medea                  | 2019 | Camioner                | Alejandro Moreno      |
| El príncipe            | 2019 | El Potro                | Sebastián Muñoz       |
| Blanco en blanco       | 2019 | Pedro                   | Theo Court            |
| Algunas bestias        | 2019 | Antonio                 | Jorge Riquelme        |
| Tengo miedo torero     | 2020 | La Loca del Frente      | Rodrigo Sepúlveda     |
| Karnawal               | 2020 | El Corto                | Juan Pablo Félix      |
| Verlust                | 2020 | Constantin              | Esmir Filho           |
| Perfidious             | 2020 | Paolo                   | Illeane D Velasquez   |

## Televisió

### Telenovel·les
| Títol                   | Any  | Crèdits com                  | Crèdits com     |                   |
| Títol                   | Any  | Paper (s)                    | Tipus de rol    | Director          |
| ----------------------- | ---- | ---------------------------- | --------------- | ----------------- |
| De cara al mañana       | 1982 | Claudio Castañeda            | Co-protagonista | Jorge Pedreros    |
| La represa              | 1984 | Samuel Betancourt            | Co-protagonista | Ricardo Vicuña    |
| Los títeres             | 1984 | Julio Barros                 | –               | Óscar Rodríguez   |
| Vivir así               | 1988 | Tito Orsini                  | –               | Vicente Sabatini  |
| ¿Te conté?              | 1990 | Frula                        | Repartiment     | Óscar Rodríguez   |
| Volver a empezar        | 1991 | Pedro Pablo Oroz             | Antagonista     | Vicente Sabatini  |
| El palo al gato         | 1992 | Fernando                     | Co-protagonista | Óscar Rodríguez   |
| Jaque mate              | 1993 | Jonathan Astudillo           | Repartiment     | Vicente Sabatini  |
| Champaña                | 1994 | Renán                        | Repartiment     | Cristián Mason    |
| El amor está de moda    | 1995 | León Soto                    | Repartiment     | Ricardo Vicuña    |
| Amor a domicilio        | 1995 | Romeo Ulloa                  | Repartiment     | Cristián Mason    |
| Adrenalina              | 1996 | Efraín Domínguez             | Repartiment     | Ricardo Vicuña    |
| Eclipse de luna         | 1997 | Jeremías Höltz               | Antagonista     | Cristián Mason    |
| Iorana                  | 1998 | Luciano Cox                  | Antagonista     | Vicente Sabatini  |
| La Fiera                | 1999 | Ernesto Lizana               | Repartiment     | Vicente Sabatini  |
| Romané                  | 2000 | Lazlo California             | Repartiment     | Vicente Sabatini  |
| Pampa Ilusión           | 2001 | Eulogio Martínez             | Antagonista     | Vicente Sabatini  |
| El circo de las Montini | 2002 | César Mondaca "Caluguita"    | Repartiment     | Vicente Sabatini  |
| Puertas adentro         | 2003 | Julio Albornoz               | Antagonista     | Vicente Sabatini  |
| Los Pincheira           | 2004 | Floridor Carmona             | Antagonista     | Vicente Sabatini  |
| Versus                  | 2005 | Arístides Montenegro         | Co-protagonista | Quena Rencoret    |
| Floribella              | 2006 | Franz / Wolfgang             | –               | Víctor Huerta     |
| Corazón de María        | 2007 | Wladimir Tapia               | Repartiment     | Patricio González |
| Viuda alegre            | 2008 | José Pablo Zulueta           | Co-protagonista | Patricio González |
| Los exitosos Pells      | 2009 | Guido Wadell                 | Antagonista     | Germán Barriga    |
| Manuel Rodríguez        | 2010 | Casimiro Marcó del Pont      | Antagonista     | Vicente Sabatini  |
| La Doña                 | 2011 | Pedro Lisperguer y Solorzano | Co-protagonista | Vicente Sabatini  |

### Sèries i minisèries
| Títol                          | Any       | Crèditos com                      | Crèditos com | Crèditos com        |
| Títol                          | Any       | Paper (s)                         | Episodis     | Director            |
| ------------------------------ | --------- | --------------------------------- | ------------ | ------------------- |
| Corín Tellado                  | 1989      | Marcelo del Valle /Rolando Ríos   | 2 episodis   | Vicente Sabatini    |
| Tuti Cuanti                    | 1996      | Policia                           | 1 episodi    | Cristián Mason      |
| Amor a domicilio, la comedia   | 1996      | Romeo Ulloa                       | 29 episodis  | Cristián Mason      |
| Sucupira, la comedia           | 1998      | Gaspar                            | 1 episodi    | Vicente Sabatini    |
| Tiempo final: en tiempo real   | 2005      | Martín                            | 1 episodi    | Matías Stagnaro     |
| Justicia para todos            | 2005      | Pablo Rencoret                    | 1 episodi    | Ignacio Eyzaguirre  |
| Prófugos                       | 2011-2013 | Freddy Ferragut                   | 13 episodis  | Pablo Larraín       |
| Ecos del desierto              | 2013      | Coronel Arturo Rivera             | 4 episodis   | Andrés Wood         |
| Bala loca                      | 2016      | Eugenio "Coco" Aldunate           | 10 episodis  | Gabriel Díaz        |
| Narcos                         | 2017      | Abel Escobar                      | 2 episodis   | José Padilha        |
| Una historia necesaria         | 2017      | Max Santelices                    |              | Hernán Caffiero     |
| Los días eran así              | 2017      | Hernando García                   | 8 episodis   | Carlos Araújo       |
| Neruda, la serie               | 2017      | President Gabriel González Videla | 4 episodis   | Pablo Larraín       |
| Martín, el hombre y la leyenda | 2018      | Lucio Hernández                   | 4 episodis   | Juan Francisco Ossa |
| En terapia                     | 2019      | Dr. Gabriel Montes                | 45 episodis  | Rodrigo Sepúlveda   |
| La Jauría                      | 2020      | Alejandro Petersen                | 8 episodis   | Lucía Puenzo        |

## Premis

### Premi APES
- 1977: Revelació teatral de l'any per la seva interpretació del personatge Alan Strang en Equus, de Peter Shaffer
- 1990: Millor actor de Televisió
- 1992: Millor director de Teatre
- 1996: Millor actor de Teatre
- 1998: Millor actor principal de Televisió en Iorana de Vicente Sabatini
- 1999: Millor director de Teatre per la posada en escena de Hechos consumados de Juan Radrigán
- 1999: Millor actor per la seva participació de Quartetto de Heiner Müller
- 1999: Millor actor de repartiment per la seva participació en La Fera de Vicente Sabatini
- 2000: Millor director de Teatre per Hechos Consumats
- 2002: Millor director de Teatre per Devastados de Sarah Kane

### Premi de la Crítica
- 2001: Pel seu paper en l'obra Eva Perón de l'argentí Copi

### Premi Altazor de les Arts Nacionals
- 2005: Millor director de teatre per l'obra Psicosi 4.48, de l'anglesa Sarah Kane, interpretada pel Teatre La Memòria[18]
- 2007: Finalista en la categoria Direcció-Teatre amb Devastados, de Sarah Kane
- 2009: Millor actor de cinema per la seva interpretació del personatge Raúl Peralta en la pel·lícula Tony Manero de Pablo Larraín[6]

### Premis Caleuche
- 2019: Millor actor protagonista en cinema amb la pel·lícula Los perros

### Festival Internacional de Torino
- 2008: Millor actuació masculina amb la pel·lícula Tony Manero

### Festival Internacional del Nou Cinema Llatinoamericà de l'Havana
- 2008: Millor actuació masculina amb la pel·lícula Tony Manero
- 2010: Millor actuació masculina amb la pel·lícula Post mortem

### Festival Internacional de Cinema de Guadalajara
- 2010: Millor actor amb la pel·lícula Post mortem
- 2020: Premi Mezcal al millor actor amb la pel·lícula Tengo miedo torero
- 2020: Premi Maguey amb la pel·lícula Tengo miedo torero
- 2020: Millor actor iberoamericà de ficció amb la pel·lícula Karnawal

### Premi Iberoamericà de Cinema Fènix
- 2015: Millor interpretació masculina amb la pel·lícula El club

### Premis Platino
- 2018: Millor interpretació masculina amb la pel·lícula Los perros

2017: Nominat en la categoria de Millor interpretació masculina amb la pel·lícula Desde allá
2016: Nominat en la categoria de Millor interpretació masculina amb la pel·lícula El Club

### Festival Internacional de Cinema de Venècia
- 2019: Starlight International Cinema Award per trajectòria artística en cinema

### Copihue d'Or
- 2008: Millor actor de cinema amb la pel·lícula Tony Manero

### Festival Internacional de Cinema de Salònica
- 2015: Millor actor de cinema amb la pel·lícula Desde allá